# Ramanetaka
Ramanetaka (auch: Abderremane, Sultan von Mohéli, Abderahmane, Ramanetaka-Rivo; geb. um 1780; gest. 1841) war ein Angehöriger der königlichen Familie von Madagaskar. Er spielte eine Rolle in der Politik der Komoren.

## Biographie
1828 war Ramanetaka bereits Gouverneur von Mahajanga (Majunga) in Madagaskar, als er durch einen Trick einem Massaker an den Mitgliedern der königlichen Familie entkam.
Händler gaben ihm den Rat sich nach dem Archipel der Komoren zu begeben, wo er Gastrecht beim Sultan von Anjouan, Abdallah II. bin Alawi genoss. Allerdings brachte Ramanetaka seinem Gastgeber nur Ungemach. Zunächst weigerte er sich den Sklavenhandel (traite négrière) aufzugeben, wodurch er die Beziehungen des Sultans mit dem Vereinigten Königreich belastete. Als Abdallah eine Zeit lang abwesend war, gelang es ihm dann, von den Bewohnern von Anjouan zum Herrscher ausgerufen zu werden und seinen Gastgeber zeitweise ins Exil nach Mosambik zu drängen.
Er wurde 1832 Herr von Mohéli, konvertierte zum Islam und nahm den Namen „Abderahmane“ an. Einige Jahre später nutzte er die Gelegenheit, als ihn Boina Kombo bin Amadi, der junge Sultan von Mayotte zu Hilfe rief, als dieser sich gegen Andriantsoli verteidigen musste. (Ramanetaka hatte Andriantsoli bereits nach 1824 in Majunga als Kommandant der Truppen Radamas I. zurückgeschlagen.) Er überzeugte seinen alten Feind mit ihm gemeinsame Sache zu machen und eine Übertragungsurkunde der Insel Mayotte von Boina Combo zu erpressen. Er wurde jedoch von Andriatsoli und Abdallah geschlagen, die ihm Mayotte wieder abnahmen, er hielt jedoch seine Ansprüche auf Anjouan weiter aufrecht.
1836, als Mohéli bereits von allen Seiten durch Abdallah belagert wurde, tat er sich hervor durch einen besonderen Akt der Grausamkeit: Im Verlauf der Friedensverhandlungen nutzte er den Vorteil, als ein Gewitter seine Feinde zwang an Land zu gehen, um Boina Kombo, Abdallah und viele ihrer Angehörigen gefangen zu nehmen und zu ermorden.
Kontakte zu Frankreich, das ihn zum Protégé machte und Pläne erwog, ihn in Madagaskar an die Macht zu bringen, brachten ihn dazu, sich auf Intrigen zu  konzentrieren, um den Thron in seinem Heimatland zu erringen. Er starb 1841.

## Familie
Ramanetaka war mit Ravao, der Schwester von Radama I. verheiratet. Seine Tochter, Djoumbé Fatima, folgte ihm auf den Thron in Anjouan. Ravao diente dabei zeitweise als Regentin. Sie heiratete 1843 den früheren Berater, Tsivandini.